# Fish Town
Pour les articles homonymes, voir Fish et Town.
Fish Town est une ville du Liberia et la capitale du comté de River Gee. Elle est située à 347 km au sud-est de Monrovia. Sa population s'élevait à 3 328 habitants au recensement de 2008.